# Бруннера
Брунне́ра (лат. Brunnera) — род травянистых растений семейства Бурачниковые (Boraginaceae).

## Название
Родовое название лат. Brunnera растение получило в честь швейцарского ботаника и путешественника Самюэля Бруннера (1790—1844), совершившего в 1831 году путешествие в Крым.

## Ботаническое описание
Травянистые многолетники с длинным толстым корневищем.
Прикорневые листья крупные, длинночерешковые, широкосердцевидные.
Цветки в рыхлом соцветии, ярко-сине-голубые, 5—10 мм в диаметре. Венчик типично брахиморфный, незабудковидный, с короткими тупыми лопастями и с пятью короткояйцевидными бархатистыми сводиками в зеве. Чашечка на ¾ рассечена на линейные заострённые дольки. Тычинки и столбик пестика из венчика не выступают.
Плод — орешек.

## Географическое распространение
Род насчитывает 3 вида, произрастающих на Кавказе, в Малой Азии, Западной и Восточной Сибири.
В России встречается два вида. Во «Флоре средней полосы европейской части России» П. Ф. Маевского сообщается, что сибирский вид Бруннера сибирская (Brunnera sibirica) широко выращивается в средней полосе европейской части России как раннецветущее декоративное растение; она чрезвычайно устойчива, в местах прежней культуры годами остаётся без малейшего ухода, изредка встречается на сорных местах, свалках, у жилья. Там же о близком кавказском виде Бруннера крупнолистная (Brunnera macrophylla) сделано замечание, что он нередко ошибочно указывается для Средней России, однако как декоративное растение выращивают именно алтае-саянскую бруннеру сибирскую.

## Особенности биологии
Размножение семенами. В культуре бруннеру размножают делением корневищ рано весной или осенью.
Хорошо развиваются на удобренной и влажной почве. При недостатке влаги листья поникают. Светолюбивы, но могут расти и при некотором затенении.

## Хозяйственное значение

### Применение в цветоводстве
В декоративном цветоводстве для групповых посадок, бордюров и на каменистых горках используют два вида: Бруннера крупнолистная (Brunnera macrophylla) и Бруннера сибирская (Brunnera sibirica).

## Таксономия и систематика
Род Бруннера включает 3 вида:
- Brunnera macrophylla (Adans.) I.M.Johnst. — Бруннера крупнолистная
- Brunnera sibirica Steven — Бруннера сибирская
- Brunnera orientalis (Schenk.) I.M.Johnst. — Бруннера восточная